# Station Tain-l'Hermitage - Tournon
Station Tain-l'Hermitage - Tournon is een spoorwegstation in de Franse gemeente Tain-l'Hermitage in het departement Drôme maar het bedient ook Tournon-sur-Rhône in het aangrenzende departement Ardèche.